# 橋野桂
橋野桂（日语：／ Hashino Katsura，1963年8月24日—）是一位日本遊戲設計師，現在游戏公司Atlus任职，代表作品为《真·女神轉生III—Nocturne》《女神异闻录系列》以及《暗喻幻想：ReFantazio》。2006至2016年期间在第二开发部P-Studio担任总监，《女神异闻录5》（2016）发售之后，桥野离开P-Studio并创办了社内第三开发部Studio Zero，主要负责新IP的开发。
《真·女神转生if...》是他在Atlus参与开发的第一款游戏，从《魔剑X》开始首次担任总监，在《真·女神轉生III—Nocturne》中构建了Press-turn战斗系统以及仲魔养成系统等与系列前作不同的新要素，并在后来成为系列标志性的系统。此后，他担任了《女神异闻录3》《女神异闻录4》《女神异闻录5》及《暗喻幻想：ReFantazio》的总监和制作人。